# A Scrap of Paper
A Scrap of Paper è un cortometraggio del 1918 diretto da Roscoe 'Fatty' Arbuckle che ne è anche l'interprete. Un film di propaganda contro la Triplice Alleanza.

## Trama
La trama del film sull'IMDb inglese.

## Produzione
Prodotto dalla Comique Film Company nel 1918.

## Distribuzione
Il film fu distribuito dalla Paramount Pictures. Considerato perduto per molto tempo, è stato ritrovato solo recentemente.